# Leucochimona iphias
Leucochimona iphias is een vlindersoort uit de familie van de prachtvlinders (Riodinidae), onderfamilie Riodininae.
Leucochimona iphias werd in 1909 beschreven door Stichel.